# Chlamydospore

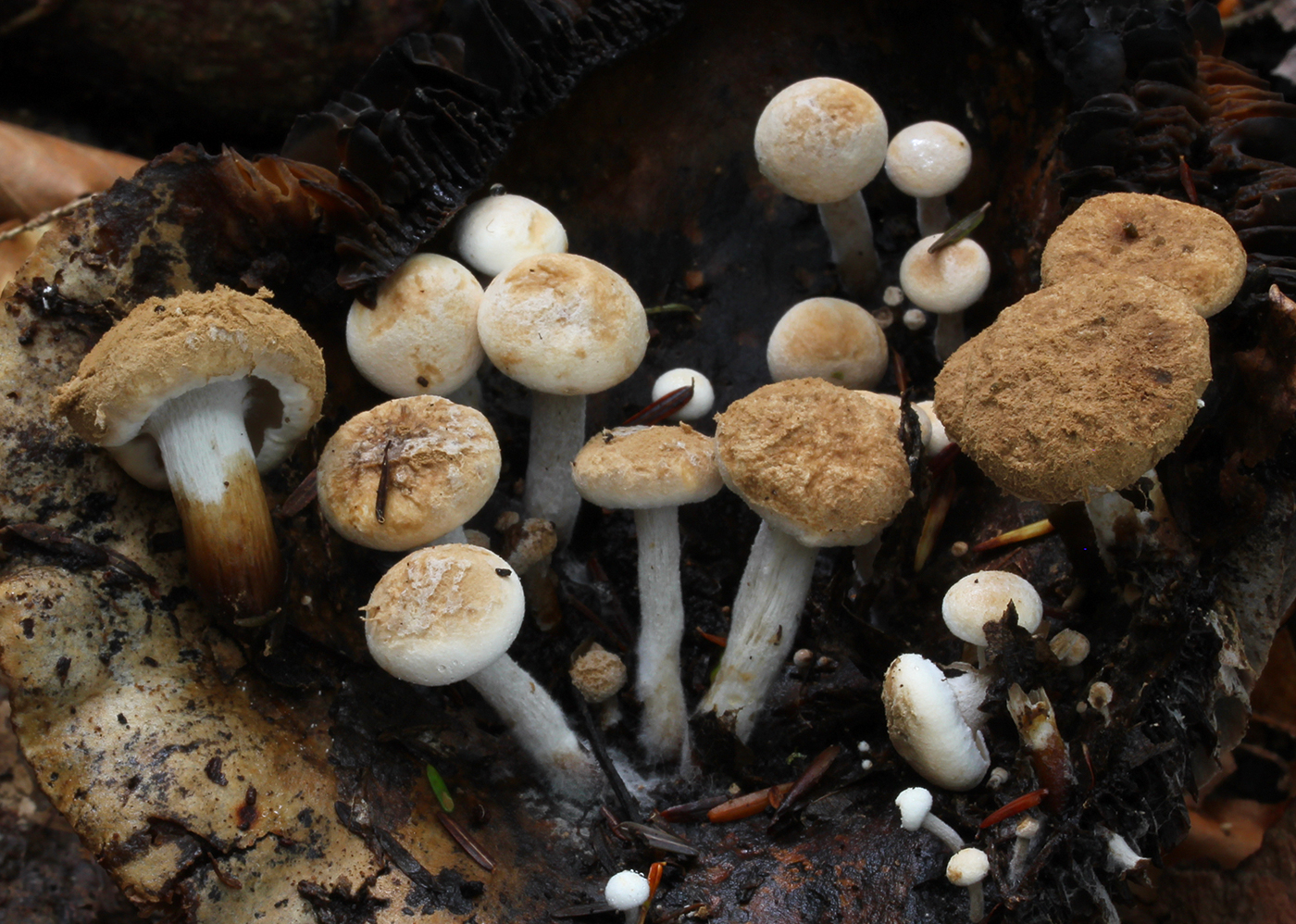
Chapeaux recouverts de chlamydiospores du Nyctalis porteur d'étoiles (Asterophora lycoperdoides)

Les chlamydospores sont des spores de multiplication végétative à paroi épaisse. Cette paroi épaisse leur permet de subsister d'une année sur l'autre sur le sol ou dans les débris végétaux en décomposition. Ils ne se détachent pas du mycélium assurant ainsi la conservation du champignon.
Sous microscope, les chlamydospores sont en général sphériques et lisses et de couleur assez sombre avec une paroi épaisse. Ils mesurent de 10 à 20 µm de diamètre.

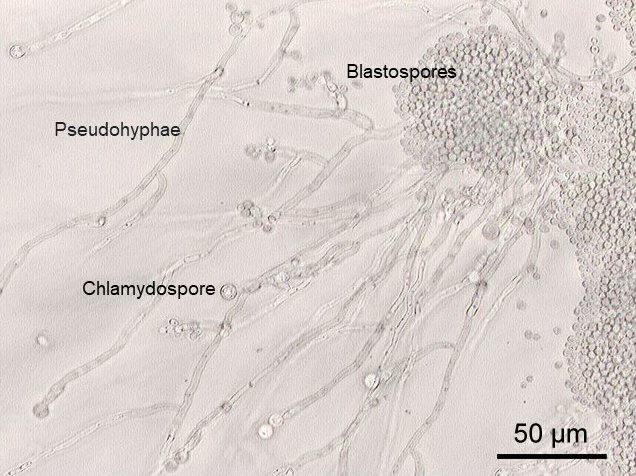
Chlamydospores de Candida albicans